# Seks klaverstykker
Seks klaverstykker is een verzameling composities van Hjalmar Borgstrøm. Hij schreef deze werken vlak voordat hij (plaatselijk) doorbrak met zijn cantate Hvæm er du med de tusene navne. Het boek werd in juli 1889 (na de première van de cantate) uitgegeven door Warmuth Muziekuitgeverij te Oslo.
De zes delen:
1. Scherzo
2. Menuet
3. Burleske
4. Wals caprice
5. Gavotte
6. Stormmars

Martin Ursin was de pianoleraar van Borgstrøm.